# Zătrenii de Sus
Zătrenii de Sus – wieś w Rumunii, w okręgu Vâlcea, w gminie Zătreni. W 2011 roku liczyła 205 mieszkańców.